# 方ノ上城
方ノ上城（かたのかみじょう）は、静岡県焼津市策牛・方ノ上にあった日本の城（山城）。戦国時代に起きた今川氏のお家騒動である花倉の乱の舞台となった。

## 概要
静岡県中部、静岡平野と志太平野を分断する山塊の一峰、高草山の山中に位置し、高草山本体から南西に伸びた尾根の途中、通称・石合山（いしあいやま）と呼ばれる標高約230メートルのピーク一帯を縄張とする。石合山のピーク自体は「狼煙台」と呼ばれており、稜線幅が非常に狭く城の本体とは言いがたいが、随所に曲輪や堀切・土塁などの遺構がよく残されている。主郭となる曲輪は別に存在する可能性があるが、位置は不明確である。尾根の付け根にある茶畑付近がやや広い平坦地のため、曲輪ではないかとする意見もある。

## 歴史
築城年代は不明。山麓の猪之谷神社『猪之谷神社誌』によれば、築城者は「南北朝時代、安倍の狩野氏云々」（南朝方の狩野貞長か?）との伝えがある。ほかに、明応2年（1492年）頃、駿河国の守護・今川氏親が駿河の支配を確立した後、遠江国方面進出する際の拠点として築城した可能性が高いとされる。

### 方ノ上城の戦い
天文5年（1536年）5月、当主・今川氏輝の急死により勃発した、栴岳承芳（後の今川義元）と兄・玄広恵探による家督争い（花倉の乱）において、玄広恵探派が花倉城とともに方ノ上城を占拠し抵抗したが、栴岳承芳派の岡部親綱の攻撃によって同年6月10日（新暦6月28日）に落城したという。その後の廃城時期は不明。